# Dendróforo
Dendróforo se llamaba aquel que en la Grecia antigua participaba en fiestas religiosas en honor de los dioses Dioniso y Deméter llevando ramas de árboles. De hecho, dendróforo viene del griego antiguo δενδροϕόρος (compuesto de δένδρον = arbol y ϕόρος = llevando), latinizado como dendrophorus. En el imperio romano los dendróforos estaban organizados en una especie de hermandad religiosa y practicaban en honor de Atis, Cibeles o de la Magna Mater.

## Literatura
- Uta-Maria Liertz: Die Dendrophoren aus Nida und Kaiserverehrung von Kultvereinen im Nordwesten des Imperium Romanum (Los dendróforos de Nida y adoración del emperador por las sociedades religiosas en el noroeste del imperio romano). En: Arctos, tomo 35, p. 115-128, Helsinki 2001.

## Enlaces
- Wikimedia Commons alberga una categoría multimedia sobre Dendróforo.